# Піперацилін
Піперацилін — напівсинтетичний антибіотик з групи пеніцилінів для парентерального застосування.

## Фармакологічні властивості
Піперацилін — напівсинтетичний антибіотик з групи пеніцилінів, підгрупи уреїдопеніцилінів широкого спектра дії. Препарат має бактерицидну дію, що зумовлена порушенням синтезу клітинної стінки бактерій. До піперацилліну чутливі такі мікроорганізми:стафілококи; стрептококи, у тому числі пневмококи; лістерії; клебсієли; сальмонелли; шиґели; Escherichia spp.; Proteus spp., Citrobacter spp.; Acinetobacter spp.; Pseudomonas spp.; Haemophilus spp.; Enterococcus spp.; Corynebacterium spp.; Serratia spp.; анаеробні бактерії — клостридії, Fusobacterium spp., Bacteroides spp., пептококи, пептострептококи. Нечутливими до піперациліну є метицилін-резистентний золотистий стафілокок, легіонелли, Stenotrophomonas maltophilia. Препарат застосовується виключно в комбінації з інгібітором β-лактамаз тазобактамом. Піперацилін є найбільш активним антибіотиком із групи пеніцилінів до Pseudomonas aeruginosa.

### Фармакодинаміка
Фармакодинаміка піперациліну мало вивчена. Препарат застосовується виключно парентерально, створює високі концентрації в легенях, нирках, кишечнику, плевральній та перитонеальній рідині, жовчі. Піперацилін проходить через плацентарний бар'єр та виділяється в грудне молоко. Препарат не метаболізується, виводиться в незміненому вигляді переважно нирками, частково- з жовчю. Період напіввиведення препарату становить 1 годину, при нирковій недостатності цей час не змінюється.

## Показання до застосування
Піперацилін застосовується при інфекціях, що викликані чутливими до антибіотика організмами: інфекціях нижніх дихальних шляхів(у тому числі госпітальна пневмонія); інфекціях сечовидільних шляхів; інфекціях шкіри та м'яких тканин; інтраабдомінальні інфекції (в тому числі ускладнений апендицит з перитонітом та апендикулярний інфільтрат); септицемії; нейтропенічній гарячці (в комбінації з аміноглікозидами).

## Побічна дія
При застосуванні піперациліну можливі наступні побічні ефекти:
- Алергічні реакції — часто (1—10%) висипання на шкірі; нечасто (0,1—1%) кропив'янка, свербіж шкіри; рідко (0,01—0,1%) задишка, бульозний дерматит, анафілактичний шок; дуже рідко (менше 0,01%) синдром Лаєлла, синдром Стівенса — Джонсона.
- З боку травної системи — часто (1—10%) нудота, блювання, діарея; нечасто (0,1—1%) жовтяниця, стоматит, запор, кандидоз ротової порожнини; рідко (0,01—0,1%) псевдомембранозний коліт, болі в животі, сухість у роті.
- З боку серцево-судинної системи — нечасто (0,1—1%) артеріальна гіпотензія, флебіт та тромбофлебіт при внутрішньовенному введенні; рідко (0,01—0,1%) тахікардія, аритмія.
- З боку нервової системи — нечасто (0,1—1%) головний біль, безсоння; рідко (0,01—0,1%) запаморочення, судоми; дуже рідко (менше 0,01%) галюцинації.
- З боку сечовидільної системи — рідко (0,01—0,1%) інтерстиціальний нефрит, ниркова недостатність.
- Зміни в лабораторних аналізах — дуже часто (більше 10%) агранулоцитоз, панцитопенія, тромбоцитоз, позитивна реакція Кумбса; нечасто (0,1—1%) збільшення протромбінового часу, лейкопенія, нейтропенія, тромбоцитопенія, підвищення активності амінотрансфераз, лужної фосфатази та ГГТП, підвищення рівня білірубіну крові, креатиніну та сечовини в крові; рідко (0,01—0,1%) анемія, еозинофілія; дуже рідко (менше 0,01%) гіпоглікемія, гіпоальбумінемія, гіпокаліємія.

## Протипоказання
Піперацилін протипоказаний при підвищеній чутливості до β-лактамних антибіотиків. З обережністю препарат застосовують при вагітності. При застосуванні піперациліну рекомендовано припинити годування грудьми.

## Форми випуску
Піперацилін випускався у вигляді порошку в флаконах для ін'єкцій по 1, 2, 3 та 4 г. Нині випускається виключно у комбінації з тазобактамом по 2 г піперациліну та 0,25 г тазобактаму; та по 4 г піперациліну і 0,5 г тазобактаму.